# Batis poensis
Batis poensis е вид птица от семейство Platysteiridae.

## Разпространение
Видът е разпространен в Екваториална Гвинея.